# Сапегин, Александр Иванович
Александр Иванович Сапегин (род. 1957) — советский и белорусский шашечный композитор. Неоднократный чемпион Беларуси по шашечной композиции (начиная с 1991 г.). Мастер спорта Республики Беларусь. По профессии — педагог, директор школы. Живёт в поселке Усполье, Мстиславского района, Могилевской области. Выступал за национальную сборную в Матче по шашечной композиции «Сборная Украины — Сборная Беларуси» (2010).
Занял 4-е место на Первом личном чемпионате мира по шашечной композиции в русские шашки в жанре проблемы. Международный мастер по шашечной композиции (MIP).

## Отзывы коллег
Александр Ляховский о Александре Сапегине: «Путь от новичка до признанного в нашей республике и за рубежом шашечного творца, оказался не легким. Но любовь к древней игре, придавала силы и не помешала справляться с ответственной работой и семейными заботами. Таких людей в народе называют „фанатами“. Но, как известно, на них „держится мир“».